# 莱博圣克鲁瓦
莱博圣克鲁瓦（法語：Les Baux-Sainte-Croix，法語發音：[le bo sɛ̃t kʁwa]）是法国厄尔省的一个市镇，位于该省中部偏东南，属于埃夫勒区。

## 地理
莱博圣克鲁瓦（48°58'11"N, 1°5'43"E）面积17.03 平方千米，位于法国诺曼底大区厄尔省，该省份为法国北部内陆省份，北起滨海塞纳省，西接奧恩省和卡爾瓦多斯省，南至厄尔-卢瓦省，东临瓦兹省、瓦兹河谷省和伊夫林省。
与莱博圣克鲁瓦接壤的市镇（或旧市镇、城区）包括：昂热维尔拉康帕涅、伊通河畔阿尼耶尔、吉尚维尔、勒普莱西格罗昂、莱旺特。

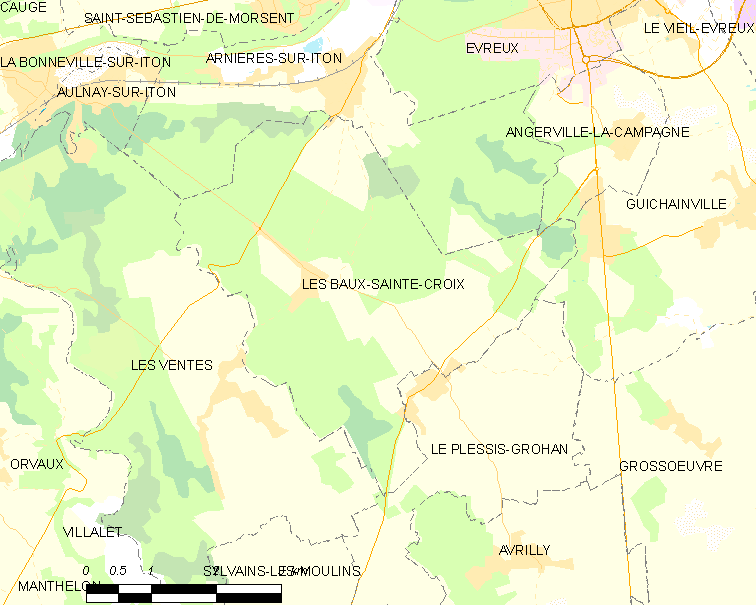
莱博圣克鲁瓦的OSM定位图

莱博圣克鲁瓦的时区为UTC+01:00、UTC+02:00（夏令时）。

## 行政
莱博圣克鲁瓦的邮政编码为27180，INSEE市镇编码为27044。

## 政治
莱博圣克鲁瓦所属的省级选区为埃夫勒第三县。

## 人口

1962-2008年间莱博圣克鲁瓦人口变化图示

莱博圣克鲁瓦于2022年1月1日时的人口数量为868人。